# 阿尔特纳
阿尔特纳是德国北莱茵-威斯特法伦州的一个市镇。总面积44.31平方公里，总人口17996人，其中男性8770人，女性9226人（2011年12月31日），人口密度406人/平方公里。
历史概述
阿尔特纳（Altena）市起源于建于12世纪的同名城堡之下，该城堡是由贝格伯爵（Count of Berg）家族的旁系建造，后来被称为阿尔特纳伯爵（Counts of Altena）和马克伯爵（Counts of Mark）。
冯·德·马克（von der Mark）于1367年12月20日授予阿尔特纳（Altena）城市自由权。

## 友好城市
- 法國 佩罗讷